# Società Sportiva Catania 1935-1936
Questa pagina raccoglie i dati riguardanti il Calcio Catania nelle competizioni ufficiali della stagione 1935-1936.

## Stagione
Nella stagione 1935-36 il Catania ha disputato il suo secondo campionato di Serie B che è ritornato a girone unico, piazzandosi ottavo in classifica con 33 punti, cinque punti sopra il gruppo delle dodicesime (quattro squadre) che spareggiano per la salvezza, il torneo cadetto è stato vinto dalla Libertas Lucchese e dal Novara con 48 punti, toscani e piemontesi sono stati promossi in Serie A.

## Rosa
| N. |                   | Ruolo | Calciatore         |
| -- | ----------------- | ----- | ------------------ |
|    | Italia (bandiera) | P     | Mario Sernagiotto  |
|    | Italia (bandiera) | P     | Giovanni Roletto   |
|    | Italia (bandiera) | P     | Carmelo Caruso     |
|    | Italia (bandiera) | D     | Ferruccio Bedendo  |
|    | Italia (bandiera) | D     | Mario De Bartoli   |
|    | Italia (bandiera) | D     | Secondo Finotto    |
|    | Italia (bandiera) | D     | Giordano Sinibaldi |
|    | Italia (bandiera) | C     | Alberto Pagliarini |
|    | Italia (bandiera) | C     | Ottorino Casanova  |
|    | Italia (bandiera) | C     | Benedetto Stella   |

| N. |                    | Ruolo | Calciatore          |
| -- | ------------------ | ----- | ------------------- |
|    | Italia (bandiera)  | C     | Marcello Mihalich   |
|    | Romania (bandiera) | C     | Emil Micossi        |
|    | Italia (bandiera)  | C     | Giovanni Corallo    |
|    | Italia (bandiera)  | C     | Emilio Manazza      |
|    | Italia (bandiera)  | C     | Francesco Mazzola   |
|    | Italia (bandiera)  | C     | Francesco Baldoni   |
|    | Italia (bandiera)  | A     | Erasmo Franzoni     |
|    | Italia (bandiera)  | A     | Nicolò Nicolosi     |
|    | Italia (bandiera)  | A     | Francesco Orzan     |
|    | Italia (bandiera)  | A     | Attilio Di Clemente |

## Serie B

### Girone di andata
| Arbitro: | Mazza (Torre del Greco) |

|                                  |           |              |
| Mihalich 35’ (rig.) Nicolosi 65’ | Marcatori | 50’ Cappelli |

| Arbitro: | Zelocchi (Modena) |

|                             |           |  |
| Cazzaniga 20’ Baccarini 60’ | Marcatori |  |

| Arbitro: | Conticini (Firenze) |

|           |           |                                                      |
| Guidi 44’ | Marcatori | 3’, 46’ Orzan 48’ Franzoni 57’ Mihalich 84’ Nicolosi |

| Arbitro: | Sassi (Roma) |

|              |           |  |
| Franzoni 88’ | Marcatori |  |

| Arbitro: | Scotto (Savona) |

|  |           |                             |
|  | Marcatori | 44’ Viani II 89’ Marianetti |

| Arbitro: | Pizziolo (Firenze) |

|                |           |  |
| Galli 47’, 60’ | Marcatori |  |

| Arbitro: | Conticini (Firenze) |

|                       |           |  |
| Ferretti I 56’ (rig.) | Marcatori |  |

| Arbitro: | Mastellari (Bologna) |

|                                                |           |              |
| Nicolosi 53’ (rig.) 88’, 89’ Franzoni 57’, 78’ | Marcatori | 51’ Torti II |

| Arbitro: | Curradi (Firenze) |

|                                                              |           |                    |
| Nicolosi 12’ (rig.) 67’ (rig.) Finotto 44’ Casanova 55’, 63’ | Marcatori | 57’ (rig.) Bellini |

| Arbitro: | Gardenghi (Brescia) |

|                      |           |  |
| Romano 44’, 65’, 80’ | Marcatori |  |

| Arbitro: | Candela (Genova) |

|  |           |                    |
|  | Marcatori | 63’ (aut.) Minelli |

| Arbitro: | Bevilacqua (Viareggio) |

|              |           |  |
| Nicolosi 73’ | Marcatori |  |

| Arbitro: | Mazza (Torre del Greco) |

|            |           |              |
| Stella 79’ | Marcatori | 30’ Sabadini |

| Arbitro: | Saracini (Ancona) |

|                                    |           |            |
| Comar 4’ Coccolo 33’ Spanghero 42’ | Marcatori | 68’ Stella |

| Arbitro: | Marsciani (Modena) |

|  |           |                                 |
|  | Marcatori | 19’ Battioni 47’ (aut.) Baldoni |

| Arbitro: | Biancone (Roma) |

|  |           |                                                  |
|  | Marcatori | 23’ Guasconi 31’ Neri 43’ Bergamini 60’ Faccenda |

| Arbitro: | Moretti (Genova) |

|               |           |  |
| Pastorino 85’ | Marcatori |  |

### Girone di ritorno
| Arbitro: | Zelocchi (Modena) |

|                            |           |  |
| Angelini 17’ Pampaloni 33’ | Marcatori |  |

| Arbitro: | Carnevali (Roma) |

|                                           |           |  |
| Nicolosi 5’, 24’ (rig.) Franzoni 59’, 81’ | Marcatori |  |

| Arbitro: | Nocentini (Firenze) |

|                              |           |  |
| Manazza 30’ Corallo 54’, 64’ | Marcatori |  |

| Arbitro: | Mauri (Como) |

|                           |           |  |
| Conti 9’, 54’ Bertoni 40’ | Marcatori |  |

| Arbitro: | Garzena (Voghera) |

|                                |           |  |
| Andreoli 15’ Viani II 67’, 87’ | Marcatori |  |

| Arbitro: | Tonnetti (Roma) |

|                                     |           |  |
| Finotto 6’ Franzoni 75’ Bedendo 77’ | Marcatori |  |

| Arbitro: | Ghilardi (Bologna) |

|                     |           |  |
| Nicolosi 74’ (rig.) | Marcatori |  |

| Arbitro: | Bertone (Torino) |

|                                |           |                     |
| Di Santo 52’, 58’ Torti II 78’ | Marcatori | 65’ (rig.) Nicolosi |

| Arbitro: | Salvagno (Trieste) |

|               |           |  |
| Bolognese 62’ | Marcatori |  |

| Arbitro: | Salvatori (Roma) |

|                                                                |           |              |
| Guarisco 32’ (aut.) Nicolosi 69’ (rig.) Stella 70’ Corallo 73’ | Marcatori | 80’ Rizzotti |

| Arbitro: | Gamba (Napoli) |

|                                  |           |              |
| Franzoni 53’ Nicolosi 65’ (rig.) | Marcatori | 79’ Lombardi |

| Arbitro: | Saracini (Ancona) |

|              |           |                                      |
| Roveglia 85’ | Marcatori | 8’ Nicolosi 20’ Franzoni 34’ Manazza |

| Arbitro: | Contcini (Firenze) |

|                   |           |  |
| Bianchi I 3’, 76’ | Marcatori |  |

| Arbitro: | Curradi (Firenze) |

|              |           |  |
| Nicolosi 65’ | Marcatori |  |

| Arbitro: | Sassi (Roma) |

|                      |           |  |
| Frossi 25’ Lessi 70’ | Marcatori |  |

| Arbitro: | Carminati (Milano) |

|                                         |           |  |
| Costanzo 30’ Faccenda 49’ Montanari 55’ | Marcatori |  |

| Arbitro: | Bevilacqua (Viareggio) |

|            |           |  |
| Stella 32’ | Marcatori |  |

### Coppa Italia
| Arbitro: | Bennati (Taranto) |

|                                    |           |  |
| Manazza 20’, 23’ Nicolosi 67’, 69’ | Marcatori |  |

| Arbitro: | Turbiani (Ferrara) |

|              |           |  |
| Franzoni 25’ | Marcatori |  |

| Arbitro: | Mastellari (Bologna) |

|                                                                  |           |                                 |
| Buscaglia 19’, 28’, 39’, 54’, 56’, 76’ Baldi III 30’ Galli I 63’ | Marcatori | 67’ (aut.) Ferrini 87’ Nicolosi |

## Statistiche

### Statistiche di squadra
| Competizione | Punti | In casa | In casa | In casa | In casa | In casa | In casa | In trasferta | In trasferta | In trasferta | In trasferta | In trasferta | In trasferta | Totale | Totale | Totale | Totale | Totale | Totale | DR |
| Competizione | Punti | G       | V       | N       | P       | Gf      | Gs      | G            | V            | N            | P            | Gf           | Gs           | G      | V      | N      | P      | Gf     | Gs     | DR |
| ------------ | ----- | ------- | ------- | ------- | ------- | ------- | ------- | ------------ | ------------ | ------------ | ------------ | ------------ | ------------ | ------ | ------ | ------ | ------ | ------ | ------ | -- |
| Serie B      | 33    | 17      | 13      | 1       | 3       | 34      | 14      | 17           | 3            | 0            | 14           | 11           | 33           | 34     | 16     | 1      | 17     | 45     | 47     | -2 |
| Coppa Italia |       | 2       | 2       | 0       | 0       | 5       | 0       | 1            | 0            | 0            | 1            | 2            | 8            | 3      | 2      | 0      | 1      | 7      | 8      | -1 |
| Totale       |       | 19      | 15      | 1       | 3       | 39      | 14      | 18           | 3            | 0            | 15           | 13           | 41           | 37     | 18     | 1      | 18     | 52     | 55     | -3 |

### Statistiche dei giocatori
| Giocatore      | Serie B  | Serie B | Coppa Italia | Coppa Italia | Totale   | Totale |
| Giocatore      | Presenze | Reti    | Presenze     | Reti         | Presenze | Reti   |
| -------------- | -------- | ------- | ------------ | ------------ | -------- | ------ |
| F. Baldoni     | 3        | 0       | ?            | ?            | 3+       | 0+     |
| F. Bedendo     | 33       | 1       | ?            | ?            | 33+      | 1+     |
| C. Caruso      | 3        | -?      | ?            | ?            | 3+       | 0+     |
| O. Casanova    | 31       | 3       | ?            | ?            | 31+      | 3+     |
| G. Corallo     | 10       | 3       | ?            | ?            | 10+      | 3+     |
| M. De Bartoli  | 17       | 0       | ?            | ?            | 17+      | 0+     |
| A. Di Clemente | 1        | 0       | ?            | ?            | 1+       | 0+     |
| S. Finotto     | 25       | 2       | ?            | ?            | 25+      | 2+     |
| E. Franzoni    | 34       | 9       | ?            | ?            | 34+      | 9+     |
| E. Manazza     | 30       | 2       | ?            | ?            | 30+      | 2+     |
| F. Mazzola     | 1        | 0       | ?            | ?            | 1+       | 0+     |
| G. Micossi     | 33       | 0       | ?            | ?            | 33+      | 0+     |
| M. Mihalich    | 5        | 2       | ?            | ?            | 5+       | 2+     |
| N. Nicolosi    | 31       | 16      | ?            | ?            | 31+      | 16+    |
| F. Orzan       | 6        | 2       | ?            | ?            | 6+       | 2+     |
| A. Pagliarini  | 15       | 0       | ?            | ?            | 15+      | 0+     |
| G. Roletto     | 8        | -?      | ?            | ?            | 8+       | 0+     |
| M. Sernagiotto | 23       | -?      | ?            | ?            | 23+      | 0+     |
| G. Sinibaldi   | 34       | 0       | ?            | ?            | 34+      | 0+     |
| B. Stella      | 31       | 4       | ?            | ?            | 31+      | 4+     |